# Япарка
Япа́рка (рос. Япарка, башк. Япар) — присілок (у минулому селище) у складі Кушнаренковського району Башкортостану, Росія. Входить до складу Кушнаренковської сільської ради.
Населення — 83 особи (2010; 50 у 2002).
Національний склад:
- росіяни — 72 %